# Senayang (plaats)
Senayang is een bestuurslaag in het regentschap Lingga van de provincie Riau-archipel, Indonesië. Senayang telt 4475 inwoners (volkstelling 2010).